# Gaimersheimer Heide
Gaimersheimer Heide ist neben den Unterbezirken Hollerstauden und Friedrichshofen einer von drei Unterbezirken im Ingolstädter Bezirk Friedrichshofen-Hollerstauden. Im Norden grenzt er an Gaimersheim. Der Unterbezirk wird zum größten Teil landwirtschaftlich genutzt. Im Süden befindet sich das Gewerbegebiet Am Westpark. Dort befindet sich auch das gleichnamige Einkaufszentrum. Westlich davon ist ein seit 2006 entstandenes Wohngebiet.